# Evangelisch-lutherische (altlutherische) Kirche

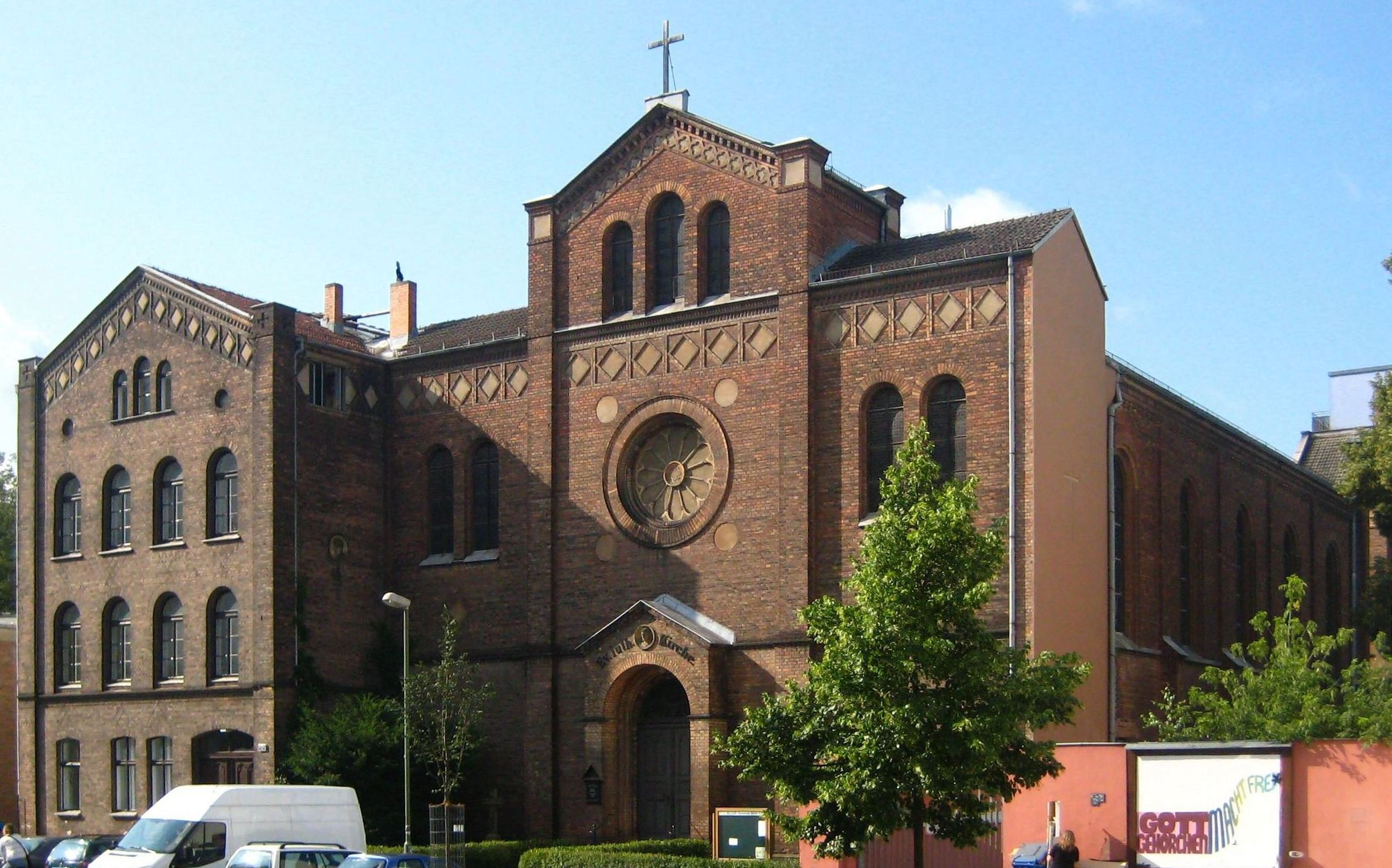
Evangelisch-Lutherische Kirche Berlin

Die Evangelisch-lutherische (altlutherische) Kirche war eine lutherische Kirche altkonfessioneller Prägung. Sie hatte sich ab 1830 unter der Bezeichnung „Evangelisch-Lutherische Kirche in Preußen“ (später „in Alt-Preußen“) gebildet. Sie gehört heute zur Selbständigen Evangelisch-Lutherischen Kirche.

## Entstehung

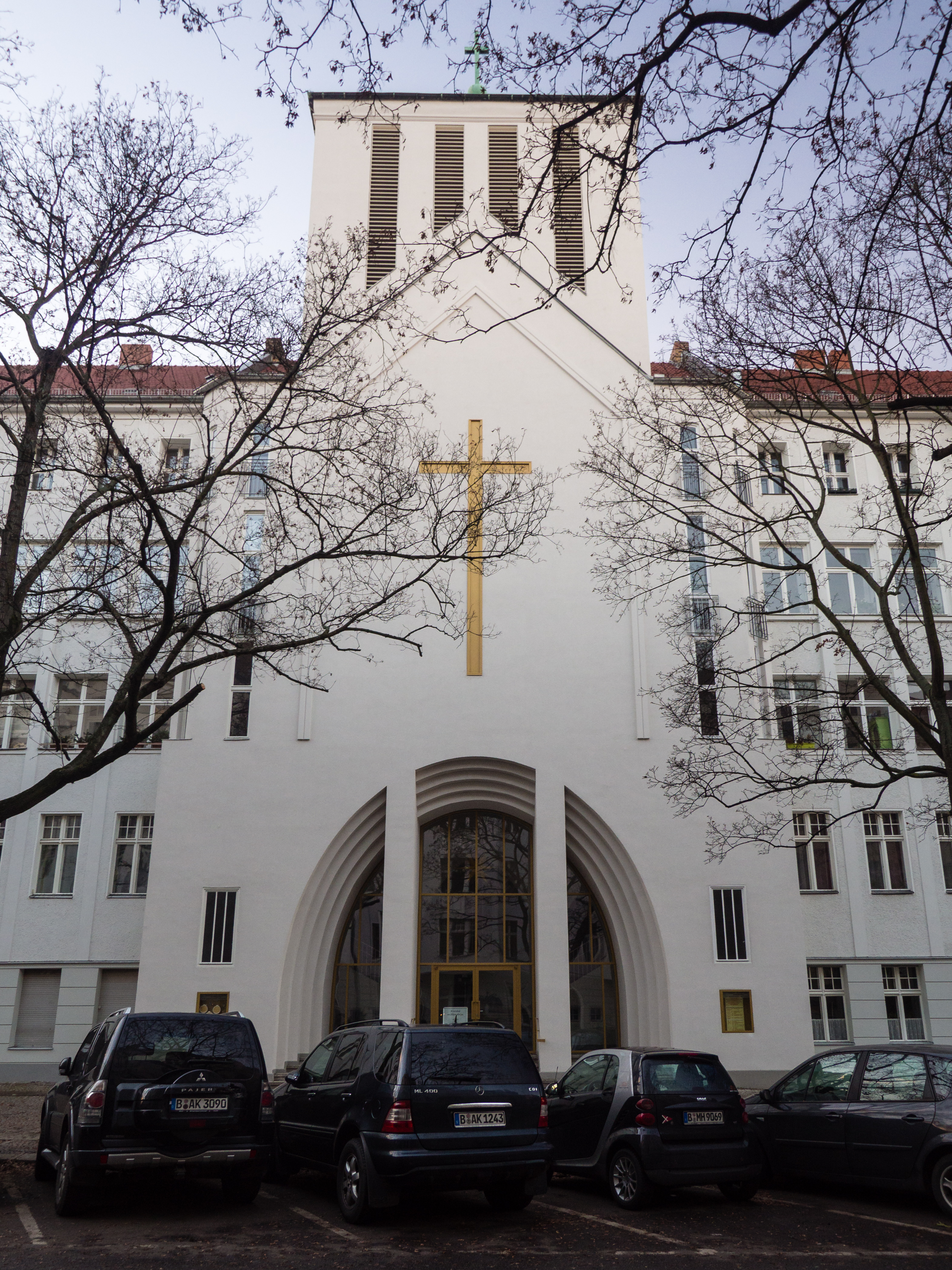
Kirche Zum Heiligen Kreuz (Berlin-Wilmersdorf)

In der altlutherischen Kirche schlossen sich jene lutherischen Gemeinden in Preußen zu einer vom Landesherrn unabhängigen Kirche zusammen, die weder die 1817 erfolgte Union zwischen lutherischen und reformierten Gemeinden noch die Agende des Königs noch den Unionsrevers akzeptierten. Der leitende Geistliche der evangelisch-lutherischen Kirche in Preußen war der Breslauer Professor für Theologie Johann Gottfried Scheibel.
Zum 300. Jubiläum des Augsburger Bekenntnisses verschärften sich die Auseinandersetzung 1830 sowohl zwischen dem König Friedrich Wilhelm III. als auch der neu gegründeten unierten Evangelischen Kirche in Preußen. Ein Verbleib der lutherischen Gemeinden innerhalb der evangelischen Unionskirche war den lutherischen Pfarrern mit ihren Kirchengemeinden auf Grund der Betonung und des Alleinstellungsmerkmals der Evangelisch-Lutherischen Bekenntnisschriften nicht möglich, so dass unter Billigung der unierten Landeskirche der preußische Staat mit harten Verfolgungsmaßnahmen gegen die Altlutheraner vorging. Diese führten unter anderem zu einer Flucht von Altlutheranern nach Nordamerika und Australien.
Erst 1841 wurde sie staatlich geduldet und 1845 schließlich unter harten Auflagen staatlich anerkannt, so dass sie sich eine eigene kirchliche Ordnung geben konnte. Sie ist damit die älteste lutherische altkonfessionelle Kirche Deutschlands. Ihre Glieder wurden von Außenstehenden bald als „Altlutheraner“ bezeichnet. Später gehörten ihr auch Gemeinden anderer Länder Deutschlands an, etwa in Nassau (ab 1852), Baden, Kurhessen, Waldeck und Frankfurt. In diesen Ländern bildeten sich später zum Teil eigenständige lutherische Kirchen, etwa die Evangelisch-Lutherische Kirche in Baden ab 1865.

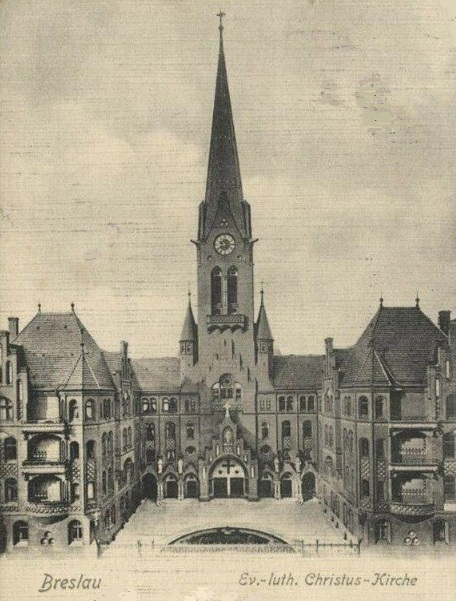
Breslau 1905: Bauensemble Hohenzollernstraße 57-53 mit OKC-Archiv, Christuskirche und Oberkirchenkollegium (OKC) der Ev.-luth. Kirche in Preußen

Die Kirchenleitung der Evangelisch-lutherischen Kirche in Preußen oblag dem Oberkirchenkollegium zu Breslau (ältere Schreibweise Ober-Kirchen-Collegium, O.K.C.) in der 57 des kircheneigenen Bauensembles in der Hohenzollernstraße 53–57 (heute ul. Zaporoska) gleich neben der Christuskirche in der Nr. 55. Ihre kirchenleitenden Geistlichen waren unter anderem Oberkirchenrat Walther Günther aus Elberfeld und Ernst Ziemer (1872–1949). Von 1883 bis 1945 unterhielt die Kirche ein theologisches Seminar in Breslau. 1930 wurde die Evangelisch-lutherische Kirche in Alt-Preußen als Körperschaft des öffentlichen Rechts (KdöR) anerkannt. 1954 nahm das Oberkirchenkollegium seinen Sitz in Wuppertal. 1955 nannte sie sich in Evangelisch-lutherische (altlutherische) Kirche um.
Die altlutherischen Gemeinden in den Woiwodschaften Pommerellen und Posen mit etwa 7.000 Mitgliedern bildeten auf einer Synode in Bromberg am 13. Oktober 1920 die Evangelisch-Lutherische Kirche in Polen (Kościół Ewangelicko-Luterański w Polsce; ab 1926 Evangelisch-Lutherische Kirche in Westpolen / Kościół Ewangelicko-Luterański w Polsce Zachodniej [ poln.] in Abgrenzung zur Evangelisch-Augsburgischen Kirche in Polen) unter der geistlichen Leitung von Superintendent Reinhold Büttner, Pastor in Rogasen.
Nachdem Breslau nach dem Zweiten Weltkrieg unter Verwaltung Polens gestellt worden war, errichtete die Evangelisch-lutherische (altlutherische) Kirche gemeinsam mit der Evangelisch-Lutherischen Freikirche in Oberursel in Hessen eine eigene kirchliche Hochschule, die Lutherische Theologische Hochschule Oberursel.

## Zusammenschluss zur Selbständigen Evangelisch-Lutherischen Kirche
Auf dem Gebiet der (alten) Bundesrepublik Deutschland schloss sich die Evangelisch-lutherische (altlutherische) Kirche 1972 mit anderen lutherischen Kirchen zur Selbständigen Evangelisch-Lutherischen Kirche (SELK) zusammen.
Aufgrund der  deutschen Teilung konnten sich die Gemeinden in der DDR an diesem Zusammenschluss nicht beteiligen. Deshalb bestanden sie zunächst als eigenständige Freikirche gleichen Namens fort. Diese bildete ab 1972 mit der Evangelisch-Lutherischen Freikirche, die im Westen ebenfalls am Zusammenschluss zur SELK beteiligt war, die informelle „Vereinigung selbständiger evangelisch-lutherischer Kirchen in der DDR“. 1984 kündigte die Evangelisch-Lutherische Freikirche in der DDR diese Zusammenarbeit aufgrund theologischer Differenzen allerdings wieder auf. Nachdem durch die  deutsche Wiedervereinigung keine politischen Hindernisse mehr bestanden, schloss sich 1991 die Evangelisch-lutherische (altlutherische) Kirche auch auf dem Gebiet der ehemaligen DDR der SELK an.